# Nyagrong

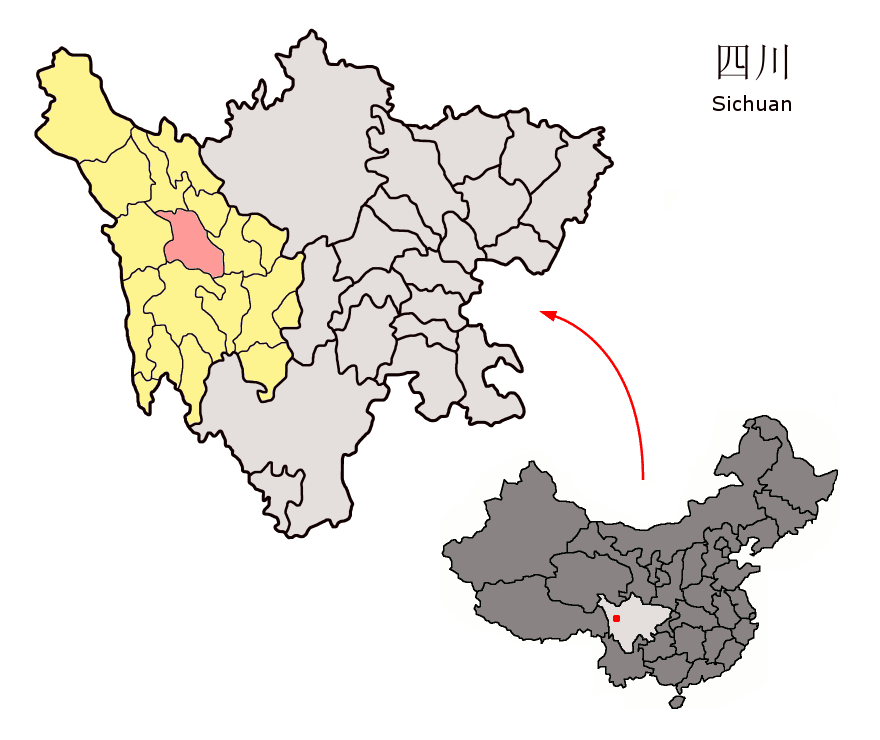
Lage des Kreises Nyagrong in Sichuan

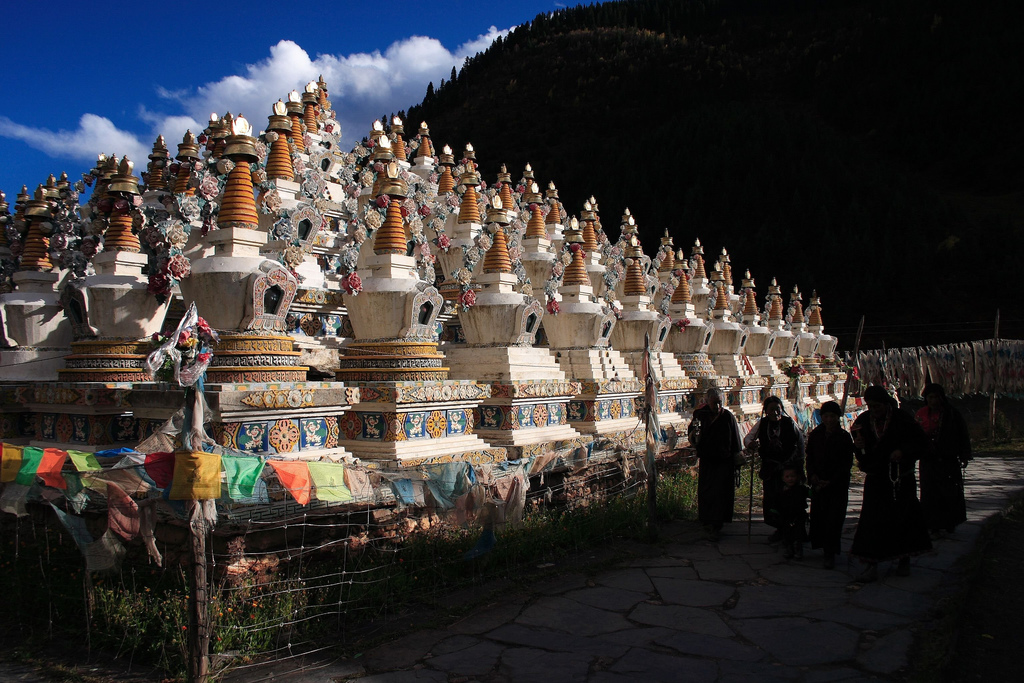
Pagode in Larima im Kreis Nyagrong

Nyagrong oder Xinlong (tibetisch: ཉག་རོང།, Umschrift nach Wylie: nyag rong; chinesisch 新龙县, Pinyin Xīnlóng Xiàn) ist ein Kreis des Autonomen Bezirks Garzê der Tibeter in der chinesischen Provinz Sichuan. Sein Hauptort ist die Großgemeinde Rinang (Rúlóng 茹龙镇). Die Fläche beträgt 9.386 Quadratkilometer und die Einwohnerzahl 45.698 (Stand: Zensus 2020). 1999 zählte Nyagrong 42.752 Einwohner.
Die Bori-Brücke (Bori qiao 波日桥) in der Gemeinde Le’an (乐安乡) steht seit 2006 auf der Liste der Denkmäler der Volksrepublik China (6-720).

## Administrative Gliederung
Auf Gemeindeebene setzt sich der Kreis aus einer Großgemeinde und achtzehn Gemeinden zusammen. Diese sind (Pinyin/chin.):
- Großgemeinde Rulong 茹龙镇
- Gemeinde Shadui 沙堆乡
- Gemeinde Le’an 乐安乡
- Gemeinde Dagai 大盖乡
- Gemeinde Ronglu 绕鲁乡
- Gemeinde Sewei 色威乡
- Gemeinde Jialaxi 甲拉西乡
- Gemeinde Lari 拉日马乡
- Gemeinde Bomei 博美乡
- Gemeinde Longlaxi 尤拉西乡
- Gemeinde Zituoxi 子拖西乡
- Gemeinde Heping 和平乡
- Gemeinde Luogu 洛古乡
- Gemeinde Xionglongxi 雄龙西乡
- Gemeinde Mari 麻日乡
- Gemeinde Tongxiao 通霄乡
- Gemeinde Youyi 友谊乡
- Gemeinde Pica 皮擦乡
- Gemeinde Yanduo 银多乡

## Ethnische Gliederung der Bevölkerung (2000)
Beim Zensus im Jahr 2000 hatte Nyagrong 40.505 Einwohner.
| Name des Volkes | Einwohner | Anteil |
| --------------- | --------- | ------ |
| Tibeter         | 38.277    | 94,5 % |
| Han             | 2.128     | 5,25 % |
| Hui             | 20        | 0,05 % |
| Yi              | 17        | 0,04 % |
| Mongolen        | 16        | 0,04 % |
| Uiguren         | 10        | 0,02 % |
| Bai             | 9         | 0,02 % |
| Miao            | 8         | 0,02 % |
| Tujia           | 5         | 0,01 % |
| Qiang           | 4         | 0,01 % |
| Dongxiang       | 4         | 0,01 % |
| Sonstige        | 7         | 0,02 % |